# Burgas

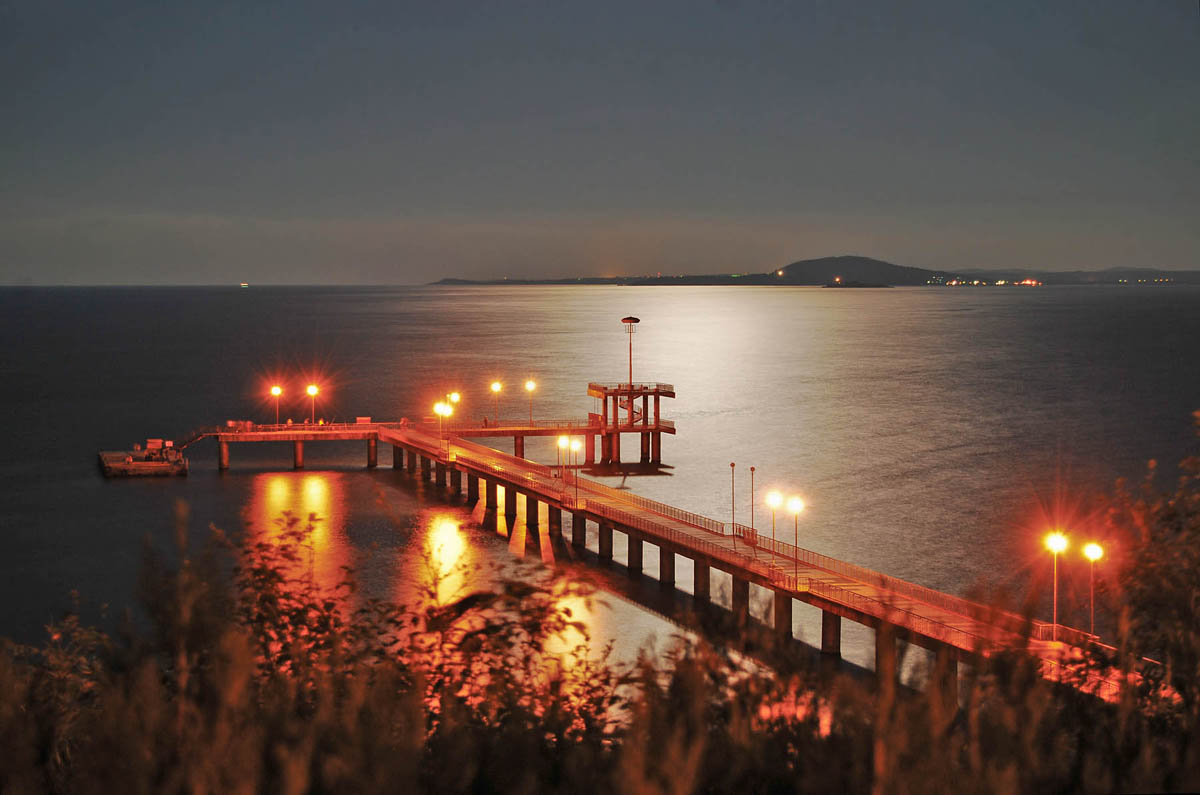
Vịnh Burgas về đêm.

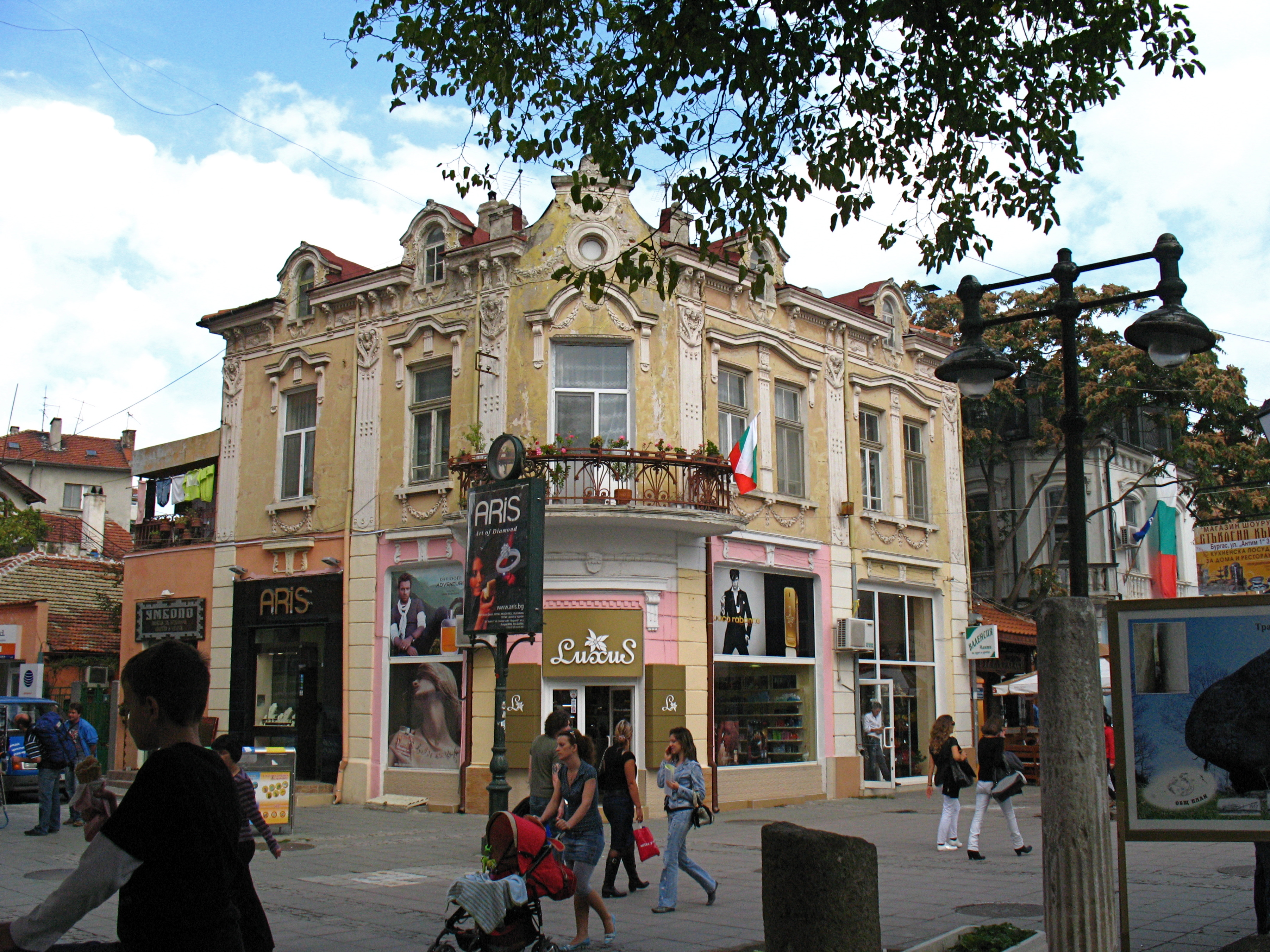
Đại lộ Aleko Bogoridi

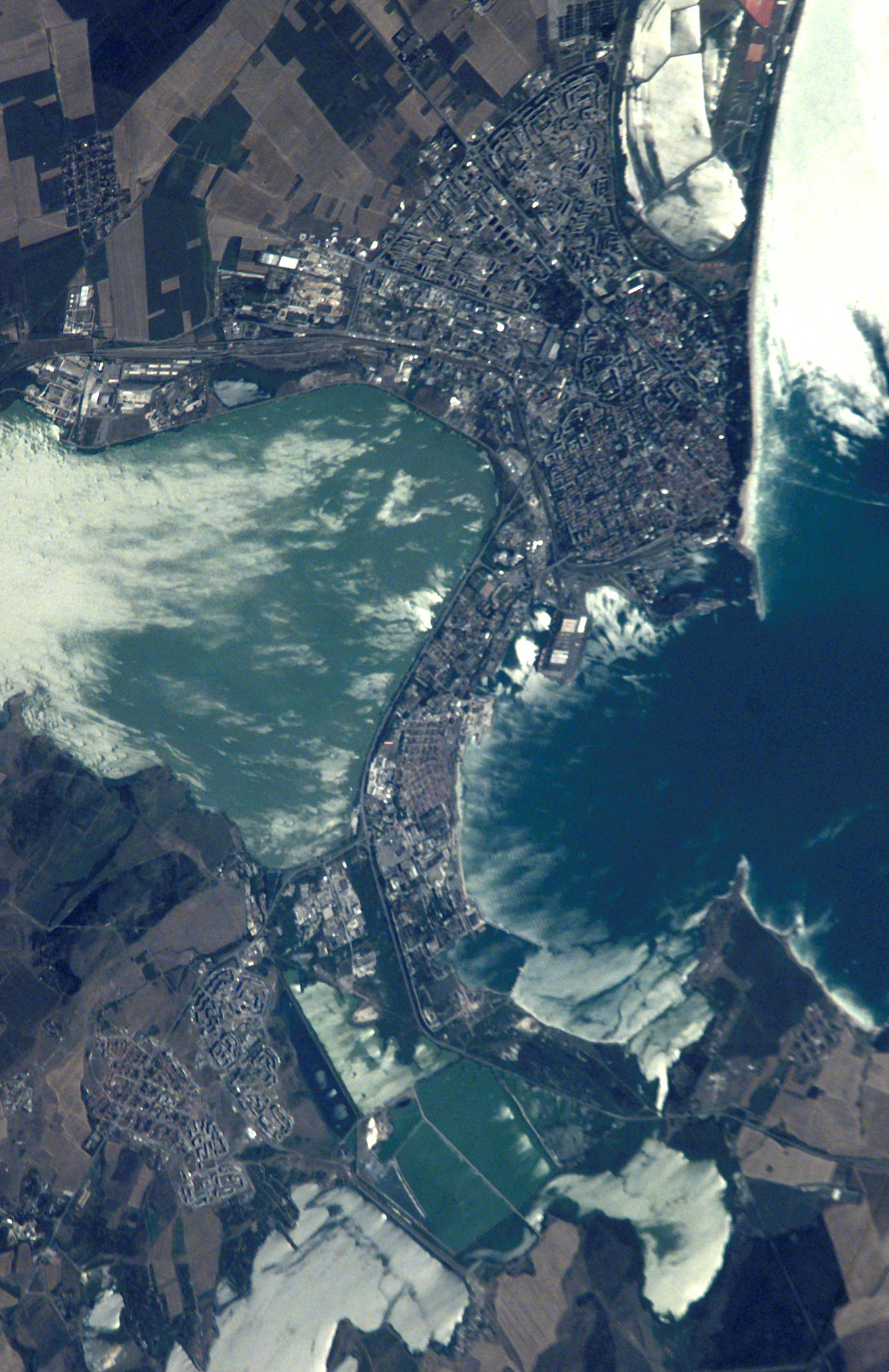
Burgas nhìn từ không gian.

Burgas (tiếng Bungari: Бургас, đôi khi phiên âm là Bourgas) là thành phố lớn thứ hai và khu nghỉ mát ven biển trên Bờ biển Biển Đen Bulgaria với dân số 197.301 người vào thời điểm tháng 2 năm 2011. Đây là thành phố lớn thứ tư ở Bulgarria sau Sofia, Plovdiv, Varna. Nó là thủ phủ của tỉnh Burgas và là một trung tâm công nghiệp, giao thông vận tải, văn hóa và trung tâm du lịch quan trọng.
Được bao quanh bởi các hồ Burgas ven biển và nằm ở điểm cực tây của Biển Đen, vịnh Burgas, Burgas có cảng lớn nhất và quan trọng nhất của Bungari. Ngày nay, thành phố là một trung tâm kinh tế, văn hóa và du lịch trọng điểm của miền Đông Nam Bulgaria, với sân bay Burgas phục vụ những khu nghỉ mát của bờ biển phía Nam Bungari.